# Медаль «За безупречную службу» (ФСЖВ)
Меда́ль «За безупре́чную слу́жбу» — ведомственная медаль Федеральной службы железнодорожных войск Российской Федерации, учреждённая приказом ФСЖВ РФ № 47 от 4 февраля 1999 года.
В связи с упразднением ФСЖВ России 9 марта 2004 года и вхождением железнодорожных войск в состав Министерства обороны РФ, награждение данной медалью прекращено.

## Правила награждения
Согласно Положению медалью «За безупречную службу» награждались военнослужащие железнодорожных войск Российской Федерации за добросовестную службу и имевшие соответствующую выслугу лет в календарном исчислении.
Медаль состояла из трёх степеней:
- I степени — для награждения военнослужащих, имеющих выслугу не менее 20 лет;
- II степени — для награждения военнослужащих, имеющих выслугу не менее 15 лет;
- III степени — для награждения военнослужащих, имеющих выслугу не менее 10 лет.

Высшей степенью медали является I степень. Награждение медалью производится последовательно от низшей степени к высшей. Награждение медалью более высокой степени не допускается без получения награждаемым медали предыдущей степени.

## Описание медали
Медаль I степени золотистая изготавливалась из томпака, II степени серебристая — из нейзильбера, III степени светло-красная — из меди; имеет форму круга диаметром 32 мм с выпуклым бортиком с обеих сторон. На лицевой стороне медали в центре в золотом лавровом венке рельефное изображение эмблемы ФСЖВ России; в нижней части щита помещены римские цифры: для I степени — цифра «XX», для II степени — цифра «XV», для III степени — цифра «X». На оборотной стороне в три строки размещена надпись: «ЗА БЕЗЕПРЕЧНУЮ СЛУЖБУ».
Медаль при помощи ушка и кольца соединяется с четырёхугольной колодкой, обтянутой муаровой лентой тёмно-зелёного цвета, имеющей по бокам две чёрные полосы; посередине ленты белые полосы: для медали I степени — одна полоса, II степени — две полосы, III степени — три полосы. 16 мая 2002 года приказом директора ФСЖВ № 234 четырехугольная колодка была заменена на пятиугольную.
Медали изготавливались ООО «Орёл и Ко» (Москва), художник Р. И. Маланичев.